# Alfons Mumm von Schwarzenstein

Alfons Mumm von Schwarzenstein (1911)

Philipp Alfons Mumm, ab 1873 Freiherr Mumm von Schwarzenstein, (* 19. März 1859 in Frankfurt am Main; † 10. Juli 1924 in Portofino, Italien) war Diplomat des Deutschen Reiches.

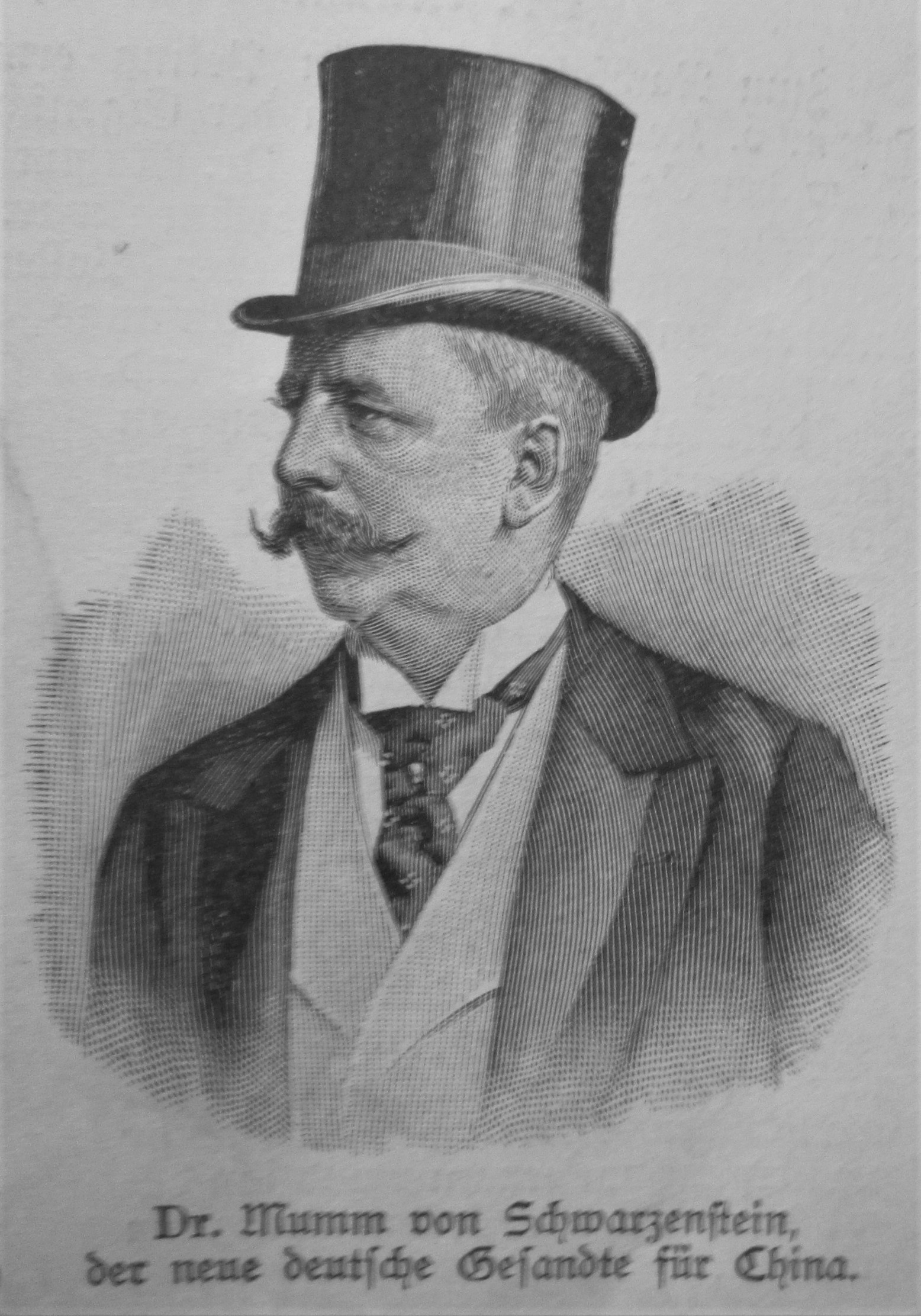
Alfons Mumm von Schwarzenstein, deutscher Gesandter in China 1900

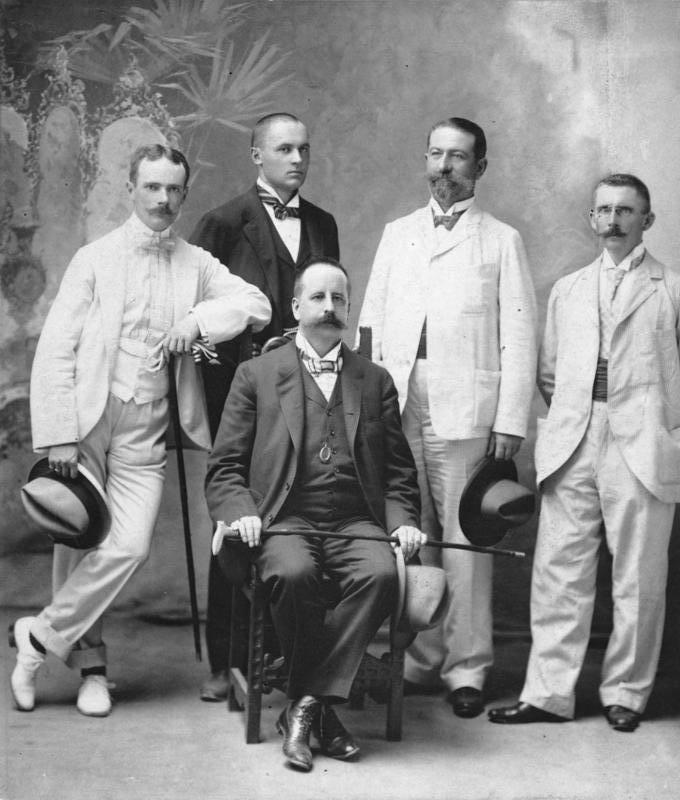
Alfons Mumm von Schwarzenstein (sitzend) 1900 als Gesandter in Peking

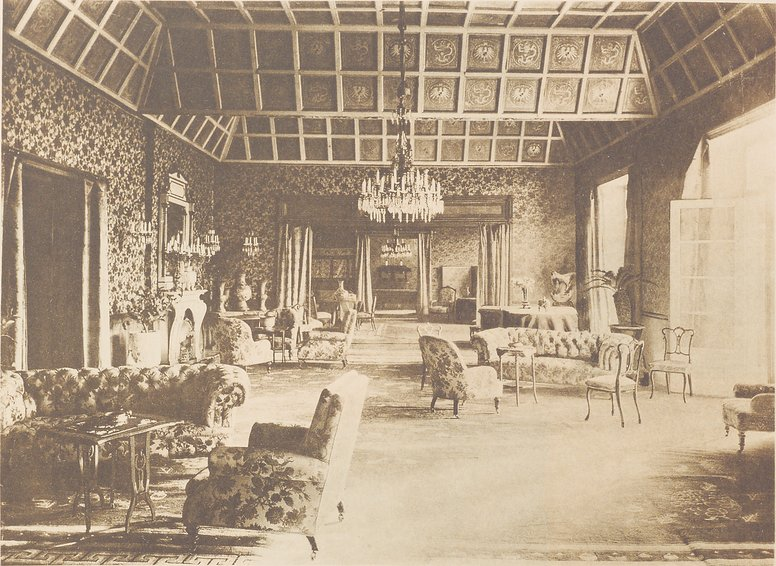
Empfangsräume der deutschen Gesandtschaft zur Zeit Mumms in Peking

Admiral Felix von Bendemann, Generalkonsul Wilhelm Knappe und Mumm von Schwarzenstein nach dessen Eintreffen in China vor dem Kaiserlichen Generalkonsulat Shanghai

## Leben
Alfons Mumm war der Sohn des Kaufmanns und Königlich Dänischen Generalkonsuls Jacob Georg Hermann Mumm (1816–1888) und dessen Ehefrau Eugenie Sophie (1822–1888). Jacob Georg Hermann Mumm führte erfolgreich den familiären Weinhandel weiter, den sein Vater Gottlieb Mumm (1781–1852) mit der Gründung des Champagnerhauses P. A. Mumm & Co. (P. A. nach Peter Arnold) erheblich erweitert hatte. Das Familienunternehmen wurde von Alfons älterem Bruder Peter Arnold Gottlieb Hermann Mumm von Schwarzenstein (1842–1904), dem Erbauer der Villa Mumm, fortgeführt. 1873 wurde die Familie geadelt. Alfons Mumm von Schwarzenstein wurde 1903 in den persönlichen Freiherrenstand erhoben.
Alfons Freiherr Mumm von Schwarzenstein besuchte ab 1879 das nachmalige Lessing-Gymnasium (Frankfurt am Main). Nach dem Abitur begann er an der Georg-August-Universität Göttingen Rechtswissenschaft zu studieren. 1903 wurde er im Corps Hannovera Göttingen recipiert. Als Inaktiver wechselte er an die Universität Leipzig, die Ruprecht-Karls-Universität Heidelberg und die Friedrich-Wilhelms-Universität zu Berlin. In Göttingen wurde er zum Dr. iur. promoviert. Seine Referendarzeit absolvierte er am Kammergericht in Berlin. Anschließend trat er 1885 in den diplomatischen Dienst des Auswärtigen Amtes ein. Die erste wichtige Auslandsstation führte ihn als Attaché bei der Botschaft nach London, später Paris. Er wurde 1888 Legationssekretär in Washington, D.C., 1892 bis 1893 in Bukarest, 1893 bis 1894 am Heiligen Stuhl. 1894 wurde er Vortragender Rat in der politischen Abteilung des Amtes in Berlin und war hier als Referent für Orientangelegenheiten tätig. Nach seiner Ernennung zum Geheimen Legationsrat 1897 ging Mumm 1898 als Gesandter nach Luxemburg, 1899 als Geschäftsträger in außerordentlicher Mission erneut nach Washington.
1900 wurde er als Gesandter in Peking direkter Nachfolger des im Zuge der Boxer-Aufstände ermordeten Gesandten Baron Clemens von Ketteler. Mumm reiste im Juli 1900 von Genua aus per Schiff nach Shanghai. Mit dem Leiter des später eintreffenden Expeditionskorps unter Alfred von Waldersee war der als sinophil geltende Mumm in der Beurteilung der Lage und hinsichtlich der erforderlichen Vorgehensweisen nicht immer einig und verstand es, diesem seine abweichenden Vorstellungen nahezubringen. In Shanghai beriet er sich mit Generalkonsul Wilhelm Knappe, der dort seit 1898 als deutscher Konsul tätig war, und gelangte im Oktober 1900 nach Peking. Seine politische Linie war hier Rücksichtnahme auf das wachsende chinesische Nationalbewusstsein und Zurückhaltung bei der Durchsetzung wirtschaftlicher Interessen Deutschlands. Seiner Leidenschaft für die Fotografie war es zu verdanken, dass heute noch eine herausragende Sammlung von Aufnahmen aus den Städten Chinas aus der Zeit von 1900 bis 1902 erhalten ist. Von Peking aus organisierte er in dieser Zeit den „Sühnebesuch“ des kaiserlichen Prinzen Chun II. (1883–1951) am 4. September 1901 im Neuen Palais in Potsdam bei Kaiser Wilhelm II. Als besondere Auszeichnung erhielt er 1905 bei seinem Abschied aus China von der chinesischen Kaiserinwitwe Cixi eine von dieser selbst verfertigte Hängerolle mit dem Bild einer Strauchpäonie. Ihm wurden der Rote Adlerorden I. Klasse und der Kronenorden verliehen; 1903 wurde er als Schwarzenstein in den preußischen Freiherrenstand erhoben.
Von 1906 bis 1911 vertrat Mumm das Deutsche Reich als Botschafter in Tokio. Von Beginn an sprach er sich in dieser Zeit gegen die Pläne einer Allianz Deutschlands und Japans gegen französisch-britisch-russische Bündnisse aus. Die deutsch-japanischen Beziehungen sah er eher distanziert und im Hinblick auf absehbare künftige Spannungen Japans mit den USA im Pazifik recht neutral. Mit großer Sorgfalt beobachtete er das Verhältnis zwischen den USA und Japan. Dabei hielt er langfristig eine militärische Konfrontation beider Mächte im Kampf um die Vorherrschaft im pazifischen Raum für unvermeidbar.
1911 schied Mumm aus gesundheitlichen Gründen (wegen eines Augenleidens) aus dem diplomatischen Dienst aus, bot seine Dienste aber unmittelbar nach Beginn des Ersten Weltkrieges im August 1914 dem Auswärtigen Amt wieder an. Hier wurde er am 5. Oktober 1914 mit Gründung der durch Matthias Erzberger initiierten Zentralstelle für Auslandsdienst (ZfA) beim Auswärtigen Amt als Abteilungsleiter für die Auslandspropaganda eingesetzt. Die eigentlichen Geschäfte hielt aber Matthias Erzberger in der Hand. An Mumms Seite wirkten Ernst Jäckh (1875–1959) und Paul Rohrbach (1869–1956), der aus dem Reichsmarineamt kam. Die Zentralstelle war errichtet worden, nachdem sich das kaiserliche Deutschland vor Kriegsbeginn nicht auf die zu erwartende Kriegspropaganda vorbereitet hatte, im Gegensatz zu Frankreich und Russland. So publizierte dieser neu geschaffene Dienst mehrsprachige Depeschen, Broschüren, Bücher und Artikel über ausländische Verlage zur Darstellung der deutschen Kultur und „Friedensliebe“, gründete oder übernahm Zeitungen für bestimmte ausländische Bevölkerungsgruppen, veröffentlichte eine mehrsprachige monatliche Kriegschronik und schuf Plakate und Flugblätter für die Bevölkerung der besetzten Gebiete. Der Sitz der Zentralstelle war in Berlin in den ehemaligen Räumen der „Zentralstelle für Druckschriftenpropaganda des Reichsmarineamtes“, die hier mit aufgegangen war. Die Aufgaben der ZfA wurden auf vier Arbeitsbereich verteilt: 1. Bereich Pressekontrolle, 2. Bücher und Broschüren, 3. Bildzentrale und 4. Versand. Die Schwierigkeit bestanden jedoch am Anfang darin, dass unter diesem Dach 27 verschiedene Büros oder Kontaktstellen vereinigt wurden, die sich bereits geraume Zeit mit dem Thema der Pressebearbeitung für das Ausland befassten. Mehrfach wurden die Aufgabenbereiche erweitert oder anders zusammengestellt. Aber vor allem wurde bereits im Folgejahr deutlich, dass die Nachrichtenbeschaffung und -verbreitung im Ausland schwer zu trennen war von der nachrichtendienstlichen Informationsarbeit.
Während seiner Dienstzeit als Abteilungsleiter gab Mumm mehrere Bände Die Kriegslyrik 1914–1918 heraus. 1916 übernahm Paul von Buri (1860–1922) den Posten als Abteilungsleiter der ZfA und Mumm wechselte in den Arbeitsbereich Auslandspropaganda als Bereichsleiter. Bis 1917 wurde die Zentralstelle für Auslandsdienst zwar mehrfach umstrukturierte, zentralisiert und personell verändert, blieb aber in Konkurrenz zu den privaten Nachrichtenorganisationen und zur Abteilung III b des Großen Generalstabes. Zum Jahresende 1917 wurde sie, vor allem aus diesem Grund, als selbständige Abteilung aufgelöst und in die Nachrichtenabteilung des Auswärtigen Amtes eingegliedert, die seit Ende 1916 unter der Leitung des Majors Erhard Deutelmoser (1873–1956) stand.
Mumm nahm noch bis Anfang 1918 seine Aufgaben im Bereich Auslandspropaganda wahr, wechselte dann aber wieder in den diplomatischen Sektor. Als Übergang in die gewohnten Arbeitsebenen war er noch kurzzeitig als Leiter einer Delegation eingesetzt, die mit Vertretern der neu gegründeten Volksrepublik der Ukraine über Getreidelieferungen für Deutschland verhandelte. Danach wurde er 1918 Botschafter des deutschen Reiches in Kiew (Ukrainischer Staat unter Hetman Pawlo Skoropadskyj) und zog sich im November 1918, als es in der Ukraine erneut zum Zusammenbruch des neuen Staates kam, in den Ruhestand zunächst auf das Schloss Eyrichshof in Franken zurück.
1918 heiratete Mumm die gebürtige Schottin Jeannie von Mumm, geb. Mackay-Watt (1866–1953), die mit ihrer Familie um 1900 nach Deutschland umgesiedelt war. Ab 1920 lebte das Ehepaar dauerhaft im Castello San Giorgio bei Portofino, dem Landsitz, den Mumm bereits 1911 erworben und über viele Jahre restauriert und umgebaut hatte. Bereits 1914 hatte die Gemeinde Portofino ihn zum Ehrenbürger ernannt.
Am 10. Juli 1924 verstarb Alfons Mumm von Schwarzenstein in Portofino.
Seine Frau Jeannie blieb nach seinem Tod in Portofino. Als die deutsche Wehrmacht sich im April 1945 aus Italien zurückzog, erhielt Kommandant Ernst Reimers den Befehl, den Ort zu sprengen. Der Ort war bereits vermint, als die 79-jährige Jeannie von Mumm den Oberstleutnant am 24. April 1945 aufsuchte. In einem Vier-Augen-Gespräch gelang es ihr, ihn davon zu überzeugen, dass Portofino verschont werden müsse. Die dankbare Gemeinde ernannte 1949 auch sie zur Ehrenbürgerin. Jeannie von Mumm starb 1953 und fand ihre letzte Ruhestätte auf dem protestantischen Friedhof von Portofino. Eine bronzene Gedenktafel in der Nähe des Friedhofs erinnert heute an ihre mutige Tat. An das kinderlose Ehepaar erinnerte auch die 2014 in Portofino gezeigte Ausstellung Alfons & Jeannie von Mumm.
Mumm war ein begeisterter Fotograf und hat insbesondere während seiner diplomatischen Auslandsmissionen reichhaltiges Bildmaterial geschaffen.
Sein älterer Bruder war Peter Arnold Gottlieb Hermann Mumm von Schwarzenstein (* 29. September 1842 in Frankfurt am Main; † 25. Mai 1904 ebenda), der sog. Champagner-Baron bzw. -König des Deutschen Reiches und Erbauer der palastartigen Villa Mumm in Frankfurt am Main. Er betrieb den familiären Weinhandel weiter. Kurz nach dem Ende des Deutsch-Französischen Krieges heiratete er als 25-Jähriger am 22. November 1871 die 20-jährige Emma Louise Marie Passavant (* 30. September 1852; † 11. November 1922 in Johannisberg im Rheingau). Sie wurde die „Königin von Frankfurt“ genannt. Sie war Mäzenin und Ehrenbürgerin von Johannisberg im Rheingau.

## Werke
- Ein Tagebuch in Bildern (1902), Digitalisat der Tōyō Bunko, mit Exlibris des australischen Abenteurers und Korrespondenten George Ernest Morrison und mit einer persönlichen Widmung Mumms
- Mein Heim (in Portofino). Mit Freunden für Freunde zusammengestellt und nach eigenen Aufnahmen illustriert. Privatdruck, Berlin 1915.
- Kriegsgedichte : für Feldgrau und Marineblau, Sayffarth Verlag Berlin Schöneberg 1917, als Kriegslyrik erschienen bis 1918 weitere Bände

## Literarische Verarbeitung
Hans Dieter Schreeb hat in dem historischen Roman Hinter den Mauern von Peking (1999) Mumm von Schwarzensteins Zeit in China auf literarische Weise verarbeitet.